# Municipio de Jefferson (condado de Newton, Indiana)
El municipio de Jefferson (en inglés: Jefferson Township) es un municipio ubicado en el condado de Newton en el estado estadounidense de Indiana. En el año 2010 tenía una población de 2140 habitantes y una densidad poblacional de 18,31 personas por km².

## Geografía
El municipio de Jefferson se encuentra ubicado en las coordenadas 40°46′49″N 87°27′5″O / 40.78028, -87.45139. Según la Oficina del Censo de los Estados Unidos, el municipio tiene una superficie total de 116.9 km², de la cual 116,9 km² corresponden a tierra firme y (0 %) 0 km² es agua.

## Demografía
Según el censo de 2010, había 2140 personas residiendo en el municipio de Jefferson. La densidad de población era de 18,31 hab./km². De los 2140 habitantes, el municipio de Jefferson estaba compuesto por el 94,25 % blancos, el 0,65 % eran afroamericanos, el 0,05 % eran amerindios, el 0,47 % eran asiáticos, el 2,94 % eran de otras razas y el 1,64 % eran de una mezcla de razas. Del total de la población el 7,38 % eran hispanos o latinos de cualquier raza.